# Zorotypus shannoni
Zorotypus shannoni är en jordlusart som beskrevs av Gurney 1938. Zorotypus shannoni ingår i släktet Zorotypus och familjen Zorotypidae. Inga underarter finns listade i Catalogue of Life.